# سيندره والستاد
سيندره والستاد (بالنرويجية البوكمول: Sindre Walstad)‏ مواليد 1972، هو لاعب كرة يد نرويجي. مثل منتخب النرويج لكرة اليد. بدأ تمثيل المنتخب في سنة 1994 ولعب معه 85 مباراة حتى سنة 2006. نافس في بطولة العالم لكرة اليد للرجال 2005.

## روابط خارجية
- سيندره والستاد على موقع الاتحاد الأوروبي لكرة اليد (الإنجليزية)